# Internet Explorer
Internet Explorer, IE (dawniej Windows Internet Explorer, Microsoft Internet Explorer, MSIE) – nierozwijana już przeglądarka internetowa opracowana przez amerykańską firmę Microsoft do systemów operacyjnych Microsoft Windows. Pierwsza wersja została wydana w 1995 roku jako część pakietu Microsoft Plus! do systemu Windows 95. Późniejsze wersje były dostępne do pobrania za darmo lub w ramach pakietów Service Pack do systemów operacyjnych Microsoft Windows.
Internet Explorer był najpopularniejszą przeglądarką internetową, osiągając szczyt około 95% udziału rynkowego w 2003 roku. Na rynku światowym pozycję lidera stracił około 2012 roku na rzecz przeglądarek innych producentów. IE w Polsce wypadł z pierwszej piątki w 2017 roku i w nowszych rankingach wg Gemius nie jest już nawet notowany. Natomiast wg StatCounter jego użycie w Polsce spadło poniżej 1% w marcu 2018 roku.
Ostatnim wydaniem był Internet Explorer 11. 17 marca 2015 Microsoft ogłosił, że domyślną przeglądarką internetową w Windows 10 będzie Microsoft Edge, a Internet Explorer nie będzie dalej rozwijany.
15 czerwca 2022 roku firma Microsoft zakończyła udzielania wsparcia technicznego. Począwszy od kompilacji 21387 systemu Windows 10 Internet Explorer będzie stopniowo usuwany. Od systemu Windows 11 Internet Explorer nie będzie już dostępny.

## Opis programu
Program ten, w wersji Windows, rozwijany jest na bazie kodu Mosaic zakupionego od firmy Spyglass. Program został oficjalnie zaprezentowany 23 sierpnia 1995. Pierwsza wersja programu nie potrafiła jeszcze poprawnie interpretować polskich znaków – stało się to dopiero w spolszczonej wersji 2.0 – zaś obsługa ramek pojawiła się dopiero w wersji 3.0.
Do wersji 6 Internet Explorer był kompletem trzech modułów – przeglądarki internetowej, programu pocztowego i czytnika grup dyskusyjnych. Dwa ostatnie moduły miały postać jednego programu o nazwie Outlook Express. Od wersji 7 do użytkowników dostarczany jest tylko Internet Explorer. Outlook Express zmienił nazwę na Windows Mail i dodawany był tylko do systemu Windows Vista. Następnie nazwa została zmieniona na Windows Live Mail, a aplikacja przestała być częścią systemu operacyjnego Windows, włączono ją natomiast w skład pakietu Windows Live Essentials.
Istotną cechą Internet Explorera jest otwarty charakter programu, dzięki któremu firmy trzecie mogą tworzyć tzw. wtyczki (ang. plugins) rozszerzające funkcjonalność przeglądarki. Typowym przykładem jest wtyczka obsługująca wyszukiwarkę Google, zaś polscy użytkownicy korzystają z wtyczek OnetPilot i WPinacz, które obsługują portale Onet.pl i Wirtualna Polska.

## Obsługiwane platformy
Internet Explorer nie jest rozwijany. Poprawki wydawane są jedynie w wersji dla systemu operacyjnego Windows. Dawniej istniały także jego wersje na inne platformy – m.in. Mac OS i Mac OS X (oparty na innym silniku – Tasman; w 2003 zaprzestano rozwoju IE dla tych systemów) oraz Solaris i HP-UX (wycofane w 2001).
|                                               | Rok  | Wersja silnika             | Microsoft Windows                            | Microsoft Windows      | Microsoft Windows      | Microsoft Windows      | Microsoft Windows         | Microsoft Windows         | Microsoft Windows             | Microsoft Windows         | Microsoft Windows         | Microsoft Windows         | Microsoft Windows         | Microsoft Windows            | Microsoft Windows      | IBM OS/2              | Apple Macintosh                               | Apple Macintosh                               | Apple Macintosh            | Apple Macintosh            | Unix (HP-UX, Solaris)      |
| 10, 11, Server 2016, Server 2019, Server 2022 | Rok  | Wersja silnika             | 8.1, Server 2012 R2                          | 8, Server 2012         | 7, Server 2008 R2      | Vista, Server 2008     | Server 2003               | XP                        | Me                            | 2000                      | 98                        | NT 4.0                    | 95                        | 3.1/NT 3.x                   | X PPC                  | IBM OS/2              | 9 PPC                                         | 8 PPC/68k                                     | 7 PPC/68k                  |                            | Unix (HP-UX, Solaris)      |
| --------------------------------------------- | ---- | -------------------------- | -------------------------------------------- | ---------------------- | ---------------------- | ---------------------- | ------------------------- | ------------------------- | ----------------------------- | ------------------------- | ------------------------- | ------------------------- | ------------------------- | ---------------------------- | ---------------------- | --------------------- | --------------------------------------------- | --------------------------------------------- | -------------------------- | -------------------------- | -------------------------- |
| Rok                                           | –    | –                          | 2015                                         | 2013                   | 2012                   | 2009                   | 2007                      | 2003                      | 2001                          | 2000                      | 2000                      | 1998                      | 1996                      | 1995                         | 1992                   | 1988                  | 2001                                          | 1999                                          | 1997                       | (lata 90.)                 | 1991                       |
| IE 11                                         | 2013 | Trident 7.0                | · dołączany do systemu (ukryty w Windows 11) | · dołączany do systemu |                        | · z SP1                |                           |                           |                               |                           |                           |                           |                           |                              |                        |                       |                                               |                                               |                            | N                          |                            |
| IE 10                                         | 2012 | Trident 6.0                |                                              |                        | · dołączany do systemu | · z SP1                |                           |                           |                               |                           |                           |                           |                           |                              |                        |                       |                                               |                                               |                            | N                          |                            |
| IE 9                                          | 2011 | Trident 5.0                |                                              |                        |                        |                        | · z SP2 · Ostatnia wersja |                           |                               |                           |                           |                           |                           |                              |                        |                       |                                               |                                               |                            | N                          |                            |
| IE 8                                          | 2009 | Trident 4.0                |                                              |                        |                        | · dołączany do systemu |                           | · z SP2 · Ostatnia wersja | · z SP2/SP3 · Ostatnia wersja |                           |                           |                           |                           |                              |                        |                       |                                               |                                               |                            | N                          |                            |
| IE 7                                          | 2006 | Trident 3.0                |                                              |                        |                        |                        | · Dołączany do systemu    | · z SP1/SP2               | · z SP2/SP3                   |                           |                           |                           |                           |                              |                        |                       |                                               |                                               |                            | N                          |                            |
| IE 6                                          | 2001 | Trident                    |                                              |                        |                        |                        |                           | · Dołączany do systemu    | · Dołączany do systemu        | · Ostatnia wersja 6.0 SP1 | · Ostatnia wersja 6.0 SP1 | · Ostatnia wersja 6.0 SP1 | · Ostatnia wersja 6.0 SP1 |                              |                        |                       |                                               |                                               |                            | N                          |                            |
| IE 5.5                                        | 2000 | Trident                    |                                              |                        |                        |                        |                           |                           |                               | · Dołączany do systemu    |                           |                           |                           | · Ostatnia wersja            |                        |                       |                                               |                                               |                            |                            |                            |
| IE 5.0                                        | 1999 | Trident (Win) Tasman (Mac) |                                              |                        |                        |                        |                           |                           |                               |                           | · Dołączany do systemu    | · Dołączany do systemu    |                           |                              | ?                      | · Ostatnia wersja 5.0 | · Dołączany do systemu, ostatnia wersja 5.2.3 | · Dołączany do systemu, ostatnia wersja 5.1.7 | · Ostatnia wersja 5.01 SP1 | · Ostatnia wersja 5.01 SP1 | · Ostatnia wersja 5.01 SP1 |
| IE 4.0                                        | 1997 | Trident                    |                                              |                        |                        |                        |                           |                           |                               |                           |                           | · Dołączony do systemu    |                           | · Dołączony do systemu       | ?                      |                       |                                               | · Dołączony do systemu                        | · Dołączony do systemu     |                            |                            |
| IE 3.0                                        | 1996 | –                          |                                              |                        |                        |                        |                           |                           |                               |                           |                           |                           |                           | · Dołączony do systemu       | Wersja dla Windows 3.1 |                       |                                               |                                               | · Dołączony do systemu     | · Wersja beta              |                            |
| IE 2.0                                        | 1995 | –                          |                                              |                        |                        |                        |                           |                           |                               |                           |                           |                           | · Dołączony do systemu    | · Dołączony do systemu       | Wersja dla Windows 3.1 |                       |                                               |                                               |                            |                            |                            |
| IE 1.5                                        | 1996 | –                          |                                              |                        |                        |                        |                           |                           |                               |                           |                           |                           |                           |                              |                        |                       |                                               |                                               |                            |                            |                            |
| IE 1.0                                        | 1995 | –                          |                                              |                        |                        |                        |                           |                           |                               |                           |                           |                           |                           | · Jako część Microsoft Plus! |                        |                       |                                               |                                               |                            |                            |                            |

Wersje 16-bitowe Internet Explorera (2-5) można uruchamiać w 32-bitowych systemach (do Windows 10) za pomocą podsystemu NTVDM.

## Historia wersji
| Legenda:       | Legenda:        | Legenda:                | Legenda:        | Legenda:        |
| -------------- | --------------- | ----------------------- | --------------- | --------------- |
| starsze wersje | aktualna wersja | aktualna wersja testowa | przyszłe wersje | wydanie testowe |

| Główna wersja | Wersja szczegółowa      | Data wydania         | Najważniejsze zmiany | Dostarczany z...                                    |
| ------------- | ----------------------- | -------------------- | --- | --------------------------------------------------- |
| Wersja 1      | 1.0                     | sierpień 1995        | Pierwsze wydanie | Plus! for Windows 95                                |
| Wersja 1      | 1.5                     | styczeń 1996         | Kompatybilny z Windows NT 3.5 |                                                     |
| Wersja 2      | 2.0 Beta                | październik 1995     | Obsługa tabel HTML i innych elementów. |                                                     |
| Wersja 2      | 2.0                     | listopad 1995        | SSL, ciasteczka, VRML i inne. | Windows NT 4.0 Windows 95 OSR1 Internet Starter Kit |
| Wersja 2      | 2.01                    | Nieznana             | Poprawa kilku błędów. |                                                     |
| Wersja 3      | 3.0 Alpha 1             | marzec 1996          | Ulepszenie obsługi tabeli HTML i innych elementów. |                                                     |
| Wersja 3      | 3.0 Alpha 2             | maj 1996             | Support of VBScript i JScript. |                                                     |
| Wersja 3      | 3.0 Beta 2              | lipiec 1996          | Obsługa CSS i Java. |                                                     |
| Wersja 3      | 3.0                     | sierpień 1996        | Wydanie finalne. | Windows 95 OSR 2                                    |
| Wersja 3      | 3.01                    | październik 1996     | Poprawa kilku błędów. |                                                     |
| Wersja 3      | 3.02                    | marzec 1997          | Poprawa kilku błędów. |                                                     |
| Wersja 3      | 3.03                    | Nieznana             | Poprawa kilku błędów. |                                                     |
| Wersja 4      | 4.0 Beta 1              | kwiecień 1997        | Ulepszenie obsługi CSS i Microsoft DOM. |                                                     |
| Wersja 4      | 4.0 Beta 2              | lipiec 1997          | Ulepszenie obsługi HTML i CSS. |                                                     |
| Wersja 4      | 4.0                     | wrzesień 1997        | Ulepszenie obsługi HTML i CSS. | Windows 95 OSR 2.5                                  |
| Wersja 4      | 4.01                    | listopad 1997        | Poprawa kilku błędów. | Windows 98                                          |
| Wersja 5      | 5.0 Beta 1              | czerwiec 1998        | Obsługa CSS2. |                                                     |
| Wersja 5      | 5.0 Beta 2              | listopad 1998        | |                                                     |
| Wersja 5      | 5.0                     | marzec 1999          | Wydanie finalne. Ostatnia wersja obsługiwana przez Windows 3.x i Windows NT 3.x. | Windows 98 SE                                       |
| Wersja 5      | 5.01                    | listopad 1999        | Poprawa kilku błędów. | Windows 2000                                        |
| Wersja 5      | 5.5 Beta 1              | grudzień 1999        | Ulepszenie obsługi CSS. |                                                     |
| Wersja 5      | 5.5                     | lipiec 2000          | Wersja finalna. Ostatnia wersja obsługiwana przez Windows 95. | Windows Me                                          |
| Wersja 5      | 5.6                     | sierpień 2000        | Wydana w Windows Whistler build 2257. | Windows Whistler                                    |
| Wersja 6      | 6.0 Beta 1              | marzec 2001          | Poprawa obsługi CSS i poprawa błędów. |                                                     |
| Wersja 6      | 6.0                     | 27 sierpnia 2001     | Wersja finalna. | Windows XP                                          |
| Wersja 6      | 6.0 SP1                 | 9 września 2002      | Poprawa kilku błędów. Ostatnia wersja obsługiwana przez Windows NT 4.0, 98, 2000 i Me. | Windows XP SP1                                      |
| Wersja 6      | 6.0 SV1 „SP2”           | 25 sierpnia 2004     | Blokowanie wyskakujących okienek i ActiveX. | Windows XP SP2 Windows Server 2003 SP1              |
| Wersja 7      | 7.0 Beta 1              | 27 lipca 2005        | Obsługa kanału alfa w PNG. Poprawa błędów w obsłudze CSS. Przeglądanie w kartach. | Windows Vista Beta 1                                |
| Wersja 7      | 7.0 Beta 2 Preview      | 31 stycznia 2006     | Poprawa błędów w obsłudze CSS. Integracja czytnika RSS. Nowy interfejs. Quick Tabs. |                                                     |
| Wersja 7      | 7.0 Beta 2              | 24 kwietnia 2006     | Poprawa obsługi CSS. Poprawa błędów. |                                                     |
| Wersja 7      | 7.0 Beta 3              | 29 czerwca 2006      | Poprawa błędów związanych z CSS. |                                                     |
| Wersja 7      | 7.0 RC 1                | 24 sierpnia 2006     | |                                                     |
| Wersja 7      | 7.0                     | 18 października 2006 | Wydanie finalne. | Windows Vista                                       |
| Wersja 8      | 8.0 Beta 1              | 5 marca 2008         | CSS 2.1, Contextual Services |                                                     |
| Wersja 8      | 8.0 Beta 2              | 27 sierpnia 2008     | Tryb prywatny |                                                     |
| Wersja 8      | 8.0 RC                  | 26 stycznia 2009     | |                                                     |
| Wersja 8      | 8.0                     | 19 marca 2009        | Wydanie finalne. Ostatnia Wersja obsługiwana przez Windows XP oraz Windows Server 2003. | Windows 7                                           |
| Wersja 9      | 9.0 Beta 1              | 15 września 2010     | Publiczna wersja Beta, przeznaczona dla szerokiego grona odbiorców. Nowy wydajniejszy silnik Javascript, sprzętowa akceleracja Direct 2D, większa zgodność z CSS 3, wprowadzona obsługi części elementów języka HTML5, obsługa grafiki SVG |                                                     |
| Wersja 9      | 9.0 Beta 2              | 28 października 2010 | 6 wersja Technical Preview, głównie dla developerów i twórców stron. |                                                     |
| Wersja 9      | 9.0 RC                  | 10 lutego 2011       | Tracking Protection, filtr kontrolek ActiveX, ochrona danych lokalizacyjnych oraz zmiany w interfejsie i udoskonalony menadżer pobierania. |                                                     |
| Wersja 9      | 9.0                     | 14 marca 2011        | Wersja finalna. Ostatnia wersja obsługiwana przez Windows Vista |                                                     |
| Wersja 10     | 10.0 Platform Preview 1 | 12 kwietnia 2011     | Web sockets, CSS3 Multi-column Layout, CSS3 Grid Layout, CSS3 Flexible Box Layout, CSS3 Gradients oraz ES5 Strict Mode. |                                                     |
| Wersja 10     | 10.0 Platform Preview 2 | 29 czerwca 2011      | W teście Acid3 uzyskuje 100/100, Positioned Floats, HTML5 Drag-drop, HTML5 Parser, File Reader API, Media Query Listeners, channel messaging, HTML5 Forms, HTML5 Sandbox, Web Workers. |                                                     |
| Wersja 10     | 10.0 Developer Preview  | 30 listopada 2011    | Interfejs Modern UI, obsługa transformacji 3D, animacji i cieni dla tekstu w CSS filtrów SVG, a przede wszystkim zaawansowanych layoutów CSS Regions, wprowadzenie lokalnego magazynu danych poprzez IndexedDB i HTML5 Application Cache, kontrolek postępu i zasięgu w HTML5, automatycznego sprawdzania pisowni w polach formularzy, uruchamiania skryptów w tle przez WebWorkers, oraz dupleksowego mechanizmu komunikacji WebSockets | Windows 8 Developer Preview                         |
| Wersja 10     | 10.0 Consumer Preview   | 29 lutego 2012       | Lepsze wsparcie dla HTML5 i CSS 3, integracja z Windows Store, meta tag który ostrzega użytkownika przed instalacją przez stronę rozszerzeń typu ActiveX, system automatycznych aktualizacji, nowy moduł wyszukiwania | Windows 8 Consumer Preview                          |
| Wersja 10     | 10.0 Release Preview    | 31 maja 2012         | Poprawa elementów interface, Lepsza integracja z Windows Store, zintegrowany Adobe Flash Player z wersją Modern UI przeglądarki, dodanie technologii Do-not-track | Windows 8 Release Preview                           |
| Wersja 10     | 10.0                    | 26 października 2012 | Wersja finalna. Ulepszony Protected Mode, ulepszenia z zakresu przetwarzania JavaScriptu | Windows 8                                           |
| Wersja 11     | 11.0 Developer Preview  | 26 czerwca 2013      | ładowanie elementów stron z uwzględnieniem priorytetów, przerzucenie kolejnych zadań na akcelerator graficzny, zabezpieczenia DRM, wsparcie dla SPDY i WebGL, możliwość synchronizacji otwartych kart, historii, loginów oraz haseł z wykorzystaniem SkyDrive | Windows 8.1 Preview                                 |
| Wersja 11     | 11.0                    | 17 października 2013 | Wersja finalna. Dodano menadżer pobierania w wersji Modern UI. Dodano więcej opcji z zakresu ochrony przed śledzeniem | Windows 8.1                                         |

W czerwcu 2003 r. Microsoft ogłosił, że zamierza wstrzymać dalszy rozwój Internet Explorera dla systemu operacyjnego firmy Apple, ponieważ Apple opracował własną przeglądarkę o nazwie Safari (bazującą na kodzie Konquerora).

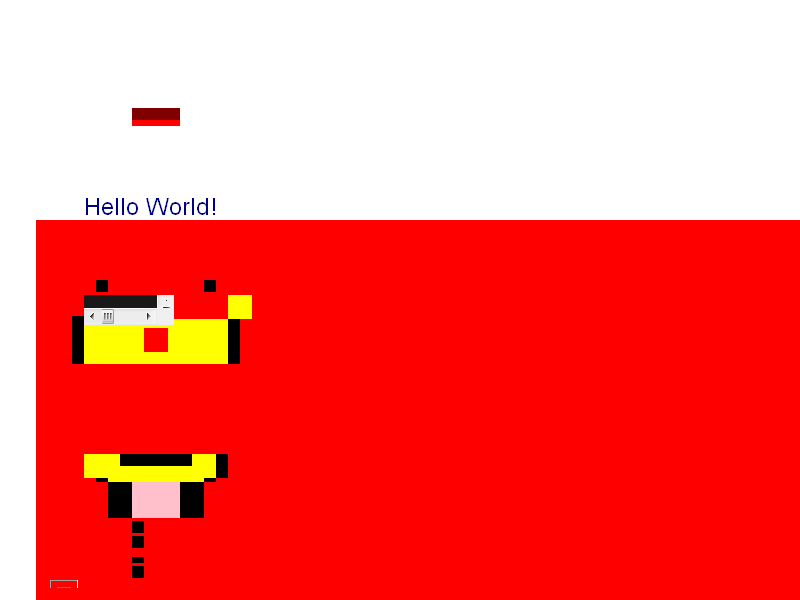
Internet Explorer 7 nie przechodzi testu ACID2

23 września 2004 r. Microsoft ogłosił, że zaprzestaje wydawania poprawek błędów związanych z bezpieczeństwem dla Internet Explorera działającego na systemach operacyjnych starszych niż Windows XP. Jako uzasadnienie tej decyzji podano, że IE jest częścią systemu operacyjnego, a najnowsze mechanizmy zabezpieczeń są dostępne tylko wraz z Service Packiem 2 dla Windows XP. Argumentowano również, że zostanie skrócony czas wydawania poprawek, gdyż mniej będzie wersji, dla których konieczne będzie tworzenie i testowanie poprawek. Jest to korzystne z punktu widzenia bezpieczeństwa programu, niemniej jednak wymusza również kosztowną aktualizację systemu operacyjnego, a często również sprzętu komputerowego.

## Silnik przeglądarki
- Trident (Windows)
- Tasman (Mac OS)

## Udział w rynku

Udziały Internet Explorera na świecie w latach 1994–2024

Udziały Internet Explorera w Polsce w latach 2002–2010 według serwisu ranking.pl oraz old.ranking.pl

Według danych z czerwca 2013 Internet Explorer, czyli z momentu wydania IE11, IE był drugą pod względem używania przeglądarką internetową na świecie, z udziałem 25,44%. Od roku 2004 można było zaobserwować trend spadkowy na rzecz alternatywnych przeglądarek takich jak Firefox, Opera, Safari, a od 2008 roku także Chrome.

Pozycja Internet Explorera na rynkach europejskich (dane z kwietnia 2011 według serwisu StatCounter)

Udział alternatywnych przeglądarek na rynkach europejskich (dane z kwietnia 2011 według serwisu StatCounter)

Według danych Ranking.pl 16 października 2008 z Polski, Firefox 3 po raz pierwszy stał się popularniejszy od najpopularniejszej wersji Internet Explorera. 2 kwietnia 2009 Firefox wyprzedził Internet Explorera w rankingu przeglądarek, zająwszy tym samym okupowaną przez niego wcześniej pierwszą pozycję. Na rynku światowym Internet Explorer utrzymał dominującą pozycję do 2012 roku, ale stracił ją na rzecz Google Chrome.
Użycie IE spadło poniżej 1% w Polsce w marcu 2018 roku (wg StatCounter). Natomiast na świecie spadł poniżej 2% w październiku 2019.
Użycie poszczególnych wersji Internet Explorera według serwisu NetApplications (dane z czerwca 2013):
| Edycja | Użytkowników w Polsce w 2013-06 | Użytkowników na świecie w 2013-06 |
| ------ | ------------------------------- | --------------------------------- |
| IE 10  | 34,78%                          | 13,52%                            |
| IE 9   | 25,05%                          | 11,71%                            |
| IE 8   | 36,98%                          | 22,67%                            |
| IE 7   | 2,54%                           | 1,69%                             |
| IE 6   | 0,64%                           | 6,13%                             |

Użycie przeglądarek na świecie według serwisu StatCounter (stan na czerwiec 2013):
1. Google Chrome – 42,68%
2. Internet Explorer – 25,44%
3. Firefox – 20,01%
4. Safari – 8,39%
5. Opera – 1,03%

Użycie przeglądarek w Europie według serwisu StatCounter (stan na czerwiec 2013):
1. Google Chrome – 38,36%
2. Mozilla Firefox – 27,15%
3. Internet Explorer – 21,15%
4. Safari – 9,25%
5. Opera – 2,12%

### Rynek przeglądarek w Polsce w 2013
Użycie przeglądarek w Polsce według serwisu StatCounter (stan na czerwiec 2013):
1. Mozilla Firefox – 43,88%
2. Google Chrome – 35,87%
3. Internet Explorer – 11,13%
4. Opera – 5,82%
5. Safari – 1,89%

Użycie przeglądarek w Polsce według serwisu Ranking.pl (stan na okres 16 – 22 czerwca 2014):
1. Chrome – 35,02%
2. Mozilla Firefox – 34,30%
3. Internet Explorer – 12,07%
4. Opera – 6,43%
5. Safari – 1,11%
6. IEMobile – 0,76%

Użycie poszczególnych wersji Internet Explorera w Polsce według serwisu Ranking.pl (stan na okres 16 – 22 czerwca 2014):
1. Internet Explorer 11 – 45,78%
2. Internet Explorer 8 – 20,98%
3. Internet Explorer 10 – 16,07%
4. Internet Explorer 9 – 14,04%
5. Internet Explorer 7 – 2,47%
6. Internet Explorer 6 – 0,63%

### Rynek przeglądarek na świecie w 2013
Pozycja Internet Explorer na rynkach europejskich według serwisu StatCounter (stan na czerwiec 2013):
1. Holandia – 33,11% (2. miejsce, 1. miejsce Google Chrome)
2. Dania – 28,24% (2. miejsce, 1. miejsce Google Chrome)
3. Belgia – 30,38% (2. miejsce, 1. miejsce Google Chrome)
4. Portugalia – 24,62% (2. miejsce, 1. miejsce Google Chrome)
5. Wielka Brytania – 26,8% (2. miejsce, 1. miejsce Google Chrome)
6. Szwecja – 25,51% (2. miejsce, 1. miejsce Google Chrome)
7. Andora – 29,06% (2. miejsce, 1. miejsce Google Chrome)
8. Słowenia – 19,48% (2. miejsce, 1. miejsce Mozilla Firefox)
9. Szwajcaria – 28,84% (1. miejsce)
10. Monako – 26,96% (2. miejsce, 1. miejsce Safari)
11. Luksemburg – 25,223% (3. miejsce, 1. miejsce Mozilla Firefox)
12. Norwegia – 26,12% (2. miejsce, 1. miejsce Google Chrome)
13. Malta – 21,87% (2. miejsce, 1. miejsce Google Chrome)
14. Irlandia – 21,44% (2. miejsce, 1. miejsce Google Chrome)
15. Włochy – 23,81% (2. miejsce, 1. miejsce Google Chrome)
16. Francja – 22,41% (3. miejsce, 1. miejsce Google Chrome)
17. Hiszpania – 23,16% (2. miejsce, 1. miejsce Google Chrome)
18. Austria – 23,56% (3. miejsce, 1. miejsce Mozilla Firefox)
19. Łotwa – 12,67% (3. miejsce, 1. miejsce Google Chrome)
20. Czechy – 22,16% (2. miejsce, 1. miejsce Google Chrome)
21. Litwa – 15,4% (3. miejsce, 1. miejsce Google Chrome)
22. Estonia – 17,92% (3. miejsce, 1. miejsce Google Chrome)
23. Bułgaria – 17,41% (3. miejsce, 1. miejsce Mozilla Firefox)
24. Chorwacja – 14,24% (3. miejsce, 1. miejsce Google Chrome)
25. Rumunia – 14,1% (3. miejsce, 1. miejsce Google Chrome)
26. Niemcy – 18,37% (3. miejsce, 1. miejsce Mozilla Firefox)
27. Islandia – 15,17% (3. miejsce, 1. miejsce Google Chrome)
28. Finlandia – 16,44% (3. miejsce, 1. miejsce Google Chrome)
29. Grecja – 18,55% (3. miejsce, 1. miejsce Google Chrome)
30. Rosja – 15,68% (3. miejsce, 1. miejsce Google Chrome)
31. Słowacja – 16,243% (3. miejsce, 1. miejsce Google Chrome)
32. Ukraina – 9,9% (4. miejsce, 1. miejsce Google Chrome)
33. Kazachstan – 12,02% (4. miejsce, 1. miejsce Google Chrome)
34. Polska – 11,13% (3. miejsce, 1. miejsce Mozilla Firefox)
35. Węgry – 8,65% (3. miejsce, 1. miejsce Google Chrome)
36. Czarnogóra – 8,45% (3. miejsce, 1. miejsce Google Chrome)
37. Serbia – 9,62% (3. miejsce, 1. miejsce Google Chrome)
38. Albania – 8,93% (3. miejsce, 1. miejsce Google Chrome)
39. Białoruś – 9,41% (4. miejsce, 1. miejsce Google Chrome)
40. Mołdawia – 6,95% (3. miejsce, 1. miejsce Google Chrome)
41. Bośnia i Hercegowina – 6,7% (3. miejsce, 1. miejsce Google Chrome)
42. Macedonia Północna – 5,53% (3. miejsce, 1. miejsce Google Chrome)

Procentowy udział Internet Explorera według kontynentów według serwisu StatCounter (stan danych na czerwiec 2013):
1. Ameryka Północna – 31,54%
2. Australia – 26,28%
3. Oceania – 26,12%
4. Azja – 25,56%
5. Europa – 21,15%
6. Ameryka Południowa – 18,97%
7. Afryka – 15,85%
8. Antarktyda – 0,00%

## Programy oparte na silniku IE
Programy, które wykorzystywały silnik przeglądarki Internet Explorer (Trident):
- Avant Browser.
- Maxthon (możliwość wyboru wyświetlania strony pomiędzy silnikiem Trident a Webkit).
- Netscape Browser (już nierozwijana) w wersji 8.x ma możliwość wyświetlenia strony w silniku IE.
- Dodatek IETab (dostępny tylko w Windows) dla przeglądarki Firefox.
- Dodatek IETab (dostępny tylko w Windows) dla przeglądarki Chrome.

## Kontrowersje
Przeglądarka IE dostarczana jest razem z każdą wersją systemu Windows, do 2003 roku także z każdym komputerem Apple Macintosh (na mocy umowy między firmami Apple a Microsoft). Stało się to powodem sporu między Microsoft a Netscape Communications, który znalazł swój finał w sądzie – pośrednim jego efektem był proces wytoczony Microsoft przez kilka stanów oraz Urząd Antymonopolowy USA – jego główny wątek zakończył się jesienią 2002 roku patową ugodą.

### Brak możliwości usunięcia
Niektóre elementy systemu Windows – od wersji Windows 98 – są zależne od Internet Explorera. Z tego też powodu nie jest możliwe całkowite usunięcie MSIE z systemu Windows bez zmiany interfejsu użytkownika na inny lub pochodzący z poprzedniej wersji Windows. Jedynym sposobem na pozbycie się tego programu jest instalacja systemu Windows zmodyfikowanego za pomocą programów XPlite lub 98Lite, co jednak powoduje ograniczenie funkcjonalności i problemy z jego działaniem. Komponent przeglądarki odpowiedzialny za wyświetlanie HTML jest również często wykorzystywany przez programy innych firm (np. edytory HTML, edytory stylów, czytniki kanałów RSS i inne), wskutek czego usunięcie go ograniczyłoby lub wręcz zniweczyło ich funkcjonalność.
Istnieje natomiast możliwość usunięcia Internet Explorera w buildzie 7048 systemu Windows 7, o czym przekonuje brak pliku iexplore.exe, jednak w systemie nadal pozostają biblioteki, będące integralną częścią systemu.

### Kompatybilność
Istnieją strony internetowe w pełni działające tylko na IE, ponieważ polegają na jego błędnym zachowaniu lub, rzadziej, wykorzystują jego nietypowe funkcje. Walką z postępowaniem, gdzie dane strony działają poprawnie tylko z daną przeglądarką zajmuje się ruch „Viewable with Any browser” („do obejrzenia w każdej przeglądarce”) oraz niegdyś polski serwis osiolki.net (zakończył on swoją działalność w 2007 roku).

### Obsługa standardów W3C
W miarę wzrostu popularności alternatywnych przeglądarek pojawiają się też strony niedziałające lub działające gorzej w IE ze względu na jego brak zgodności ze standardami W3C, w szczególności słabą lub błędną obsługę CSS.
Aby umożliwić przeglądarkom internetowym sprawdzenie ich stopnia dostosowania do tych standardów powstał m.in. test Acid2. Internet Explorer 8 przechodzi ten test, jednak nie przechodzi wciąż testu Acid3 (wynik ok. 20%), podczas gdy pozostałe współczesne przeglądarki osiągają wyniki od 90–100%. Wynik ok. 95% uzyskuje dopiero wersja robocza IE9. Pozostałe 5% jest związane z fontami SVG i animacjami typu SMIL w SVG, których sensowność podważa Dean Hachamovitch (General Manager, Internet Explorer) w poście w oficjalnym blogu i pokazuje jak wypadają inne przeglądarki w testach Microsoftu.
Ponadto IE w żadnej dostępnej wersji nie obsługuje XHTML, co w praktyce uniemożliwia prawidłowe użycie tego standardu. Należy przy tym zwrócić uwagę, że strona napisana w języku XHTML zostanie zinterpretowana jako zwykły HTML, gdy nie zostanie podany typ MIME przewidziany dla XHTML (application/xhtml+xml). Istnieje jedynie możliwość podania XHTML jako XML, ale wymaga to zastosowania specjalnej transformaty XSL przepisującej wszystkie elementy.
Znana jest sytuacja gdy pewien sklep internetowy, niepoprawnie wyświetlany w starszej wersji Internet Explorer nalicza dodatkowe opłaty za korzystanie z tej przeglądarki, o czym użytkownik informowany jest w złośliwy sposób.